# HTBニュース
『HTBニュース』（エイチティービーニュース）は、北海道テレビ放送（HTB）で放送されているニュース番組。1968年（昭和43年）11月3日の開局以来、同名のタイトルで50年以上放送されている長寿番組である。

## 放送時間
- 平日 11:42 - 11:45（道内ニュースと『イチオシ!!』〈夕方のローカル情報番組〉の予告）、11:57 - 12:00（道内天気予報）（※どちらも『大下容子ワイド!スクランブル』（テレビ朝日制作）に内包。）
  - 2025年5月現在、キャスターは森さやか・大野恵・土屋まり・福永裕梨・森唯菜・藤澤達弥・福地妃菜美がシフト勤務で担当している[2]。また、道内天気予報は、気象予報士の宇野日和（月・火）・中川みくる（水 ‣木）・増田叡史（金）・神田昭一（何れかの不在時[3]）が担当する。また、『大下容子ワイド!スクランブル』内の『ANNニュース』（11:45 - 11:57）に倣う形でリード読みの際にBGMが挿入されている（ただし、現在テレビ朝日側ではリード読み時にBGMは入らない）。

- 月曜 - 金曜 23:10 - 23:15、土曜 22:55 - 23:00、日曜 20:56 - 21:00
  - 土日夜も含めてローカルニュースを放送（ただし、土日夜はオープニングは無く、エンディングは土日昼の『ANNニュース』のエンディングで使用するHTB独自のエンディングを流用）。気象情報もニュース担当アナウンサーが担当。
  - 2025年5月現在、林和人・段木涼太が交代で担当している。

2000年まで平日夜は20:54 - 21:00に放送されていた。また、平日23時台については月 - 木曜日に限り2018年10月1日から2019年9月26日まで前座番組『報道ステーション』が23:15まで放送されていたため、23:15 - 23:20に放送されていた。一方、週末夜は2017年3月までは土日とも20:54 - 20:58に放送していたが、同年4月に『サタデーステーション・サンデーステーション』がスタートしたのに伴い1時間繰り下げ（21:54 - 21:58）となった。その後、2018年4月の『サタステ』の放送時間拡大と『サンステ』の夕方への枠移動に伴い現在とほぼ同じ放送時間に変更。ただ、2019年10月から日曜日は前座番組『ポツンと一軒家』が20:56終了となったため2分繰り下げ・短縮となった。さらに、2020年10月から土曜日は『サタステ』の放送時間短縮および『あざとくて何が悪いの?』『ノブナカなんなん?』の開始に伴い45分繰り下げとなった。
平日昼のニュースは、2013年12月まで11:41 - 11:45に放送されていた。平日・土曜朝のニュースは『イチモニ!』、平日夕方のニュースは『イチオシ!!』（何れも自主制作）で放送。土曜・日曜夕方のニュースは『ANNスーパーJチャンネル』（テレビ朝日制作）に道内ニュース枠を内包。

## 備考
初回となった1968年11月3日の11:50 - の放送はHTB最初の自社制作番組となった。この時は木島豊アナウンサーと小田澄子アナウンサーが担当した。初回では以下の内容を編成した。
1. 秋晴れの「文化の日」・文化勲章伝達式（2:30）
A 文化勲章伝達式（1:30）
B 大通公園の菊まつり（1:00）
2. 「勝って勝つ決意を」全国民に呼び掛け－ホー大統領－（1:30）
3. けさから現場検証 原因究明を急ぐ－有馬温泉の火事－（1:10）
4. 24時間の港湾スト 横浜港の荷役とまる（1:00）
5. 気象情報（1:00）

この時のオープニングタイトルは「東京12チャンネルニュース」を参考にし、モノクロでHTB社旗をバックに「HTBニュース」のタイトルを出していた。社旗が風にはためく様子を撮るため、手稲送信所付近で撮影し、手稲送信所のアンテナもバックに重ねていた。オープニング音楽は「NETニュース」のものを使用していた。
2018年10月22日より字幕放送を実施している（リアルタイム入力では無く、事前に原稿を基に自動で字幕を生成し、ニュース項目と連動させて送出している）。